# Ним
Ним (фр. Nîmes, окс. Nimes) град је у јужној Француској. Налази се у региону Лангдок-Русијон и департману Гар. По подацима из 2006. године број становника у месту је био 144.092. Ним има богату историју, још из доба Римљана, а представља популарну туристичку дестинацију.

## Име
У римско доба овај град се звао Немаусус (лат. Nemausus) што значи „од извора“. Симбол и штит града Нима је крокодил привезан за палму са натписом COLNEM, што је била скраћеница од Колонија Немаусус (лат. Colonia Nemausus), при чему се мислило на колонију римских ветерана из Нилске кампање. После 15 година ратовања легионари су добијали земљу у равници Нима. Ним се налазио на римском друму Вија Домитија (лат. Via Domitia), који је изграђен 118. п. н. е., а повезивао је Италију са Шпанијом.

## Историја
Археолози су помоћу депозита нашли присуство људи 4.000. п. н. е.-3.500. п. н. е. Налазиште припада неолиту. Број људи је порастао за 1000 година бронзанога доба. Близу је нађен и менхир, који је висок преко 2 метра и потиче из 2500. п. н. е., а нађени су и остаци насеља из бронзанога доба.
Ратник Грезан се сматра најстаријом скулптуром у јужној Галији. Ним је 50. п. н. е. постао римска колонија и ту се налазе новчићи са натписом NEM.COL, што значи Колонија од Немеауса. Октавијан Август је Ним учинио главним градом Нарбонске Галије. Изградио је шест километара дуга утврђења са 14 кула и са вратима, од којих су данас остала само двоја читава. Град је тада имао 60.000 становника. Имао је изграђен Форум и акведукт. Од појединих споменика ништа није остало, сем натписа да су постојали. Амфитеатар је изграђен у 2. веку. Град је напредовао до краја 3. века. Већ тада се појавио ризик инвазија. Започела је криза трећега века. Визиготи, Бургунди и Остроготи су долазили једни после других да пљачкају богатства римскога царства. Након варварских инвазија уследила је 710. инвазија Мавара из Шпаније. Град Ним је 754. када га је освојио Пипин Мали био само сенка некадашњега просперитетнога галско-романскога града. Каролинзи су донели релативан мир, али наново су почеле локалне невоље у феудална времена 12. века. Трајало је то до времена Луја Светога. Током тога времена градом су заједнички управљали бискуп и витезови. Када је Луј Свети уз помоћ Рејмонда VII од Тулуза успоставио краљевску власт у Лангедоку Ним је постао власништво француских краљева. За време 14. и 15. века у долини Роне је дошло до низа инвазија, које су упропастиле економију и донеле глад.
Невоље су се појачале са религиозном поделом. Ним је био протестантско упориште, па је осетио пуну силу репресије и братоубилачкога сукоба, који се наставио до средине 17. века. Средином 17. века започиње период просперитета, када су реконструисане многе грађевине, а становништво је порасло од 21.000 на 50.000. Након европске економске кризе уследила је Француска револуција са периодом политичких и религиозних сукоба, белим терором, економским назадовањем, убиствима, пљачком и палежом. Ред је деломично успостављен 1815, па је Ним поново био просперитетан град.

## Знаменитости
Ним је био један од најбогатијих римских градова Галије. Још увек се може видети неколико остатака римских споменика око Нима
- Римски амфитеатар, елиптичнога облика из 1. или 2. века. Представља једну од најбоље очуваних арена у Француској. Данас се још увек користи за борбу бикова и за концерте
- Мезон каре (квадратна кућа) је мали римски храм, који је изграђен 19. п. н. е. Посвећен је синовима Агрипе
- Жарден де ла Фонтен из 18. века
- акведукт Пон ди Гар, који је изградио Агрипа, а користио се за транспорт воде из оближње реке Гардон
- Велика римска кула на оближњем брду
- катедрала је деломично романичка, а делимично готичка

## Географија

### Клима
| Клима (Ним)                 | Клима (Ним)  | Клима (Ним)  | Клима (Ним)  | Клима (Ним)  | Клима (Ним)  | Клима (Ним)  | Клима (Ним)  | Клима (Ним)  | Клима (Ним)  | Клима (Ним)   | Клима (Ним)  | Клима (Ним)  | Клима (Ним)    |
| Показатељ \ Месец           | .Јан.        | .Феб.        | .Мар.        | .Апр.        | .Мај.        | .Јун.        | .Јул.        | .Авг.        | .Сеп.        | .Окт.         | .Нов.        | .Дец.        | .Год.          |
| --------------------------- | ------------ | ------------ | ------------ | ------------ | ------------ | ------------ | ------------ | ------------ | ------------ | ------------- | ------------ | ------------ | -------------- |
| Апсолутни максимум, °C (°F) | 21,3 (70,3)  | 23,8 (74,8)  | 27,3 (81,1)  | 30,7 (87,3)  | 34,7 (94,5)  | 39,1 (102,4) | 38,8 (101,8) | 41,6 (106,9) | 35,4 (95,7)  | 31,9 (89,4)   | 26,1 (79)    | 20,6 (69,1)  | 41,6 (106,9)   |
| Средњи максимум, °C (°F)    | 11 (52)      | 12,4 (54,3)  | 16 (61)      | 18,6 (65,5)  | 23 (73)      | 27,5 (81,5)  | 31 (88)      | 30,5 (86,9)  | 25,7 (78,3)  | 20,4 (68,7)   | 14,5 (58,1)  | 11,3 (52,3)  | 20,2 (68,4)    |
| Просек, °C (°F)             | 6,9 (44,4)   | 7,8 (46)     | 10,9 (51,6)  | 13,5 (56,3)  | 17,6 (63,7)  | 21,7 (71,1)  | 24,9 (76,8)  | 24,5 (76,1)  | 20,3 (68,5)  | 16 (61)       | 10,5 (50,9)  | 7,5 (45,5)   | 15,2 (59,4)    |
| Средњи минимум, °C (°F)     | 2,7 (36,9)   | 3,2 (37,8)   | 5,8 (42,4)   | 8,3 (46,9)   | 12,1 (53,8)  | 15,8 (60,4)  | 18,7 (65,7)  | 18,4 (65,1)  | 14,9 (58,8)  | 11,5 (52,7)   | 6,5 (43,7)   | 3,6 (38,5)   | 10,2 (50,4)    |
| Апсолутни минимум, °C (°F)  | −12,2 (10)   | −14,0 (6,8)  | −6,8 (19,8)  | −2,0 (28,4)  | 1,1 (34)     | 5,4 (41,7)   | 10,0 (50)    | 9,2 (48,6)   | 5,4 (41,7)   | −1,0 (30,2)   | −4,8 (23,4)  | −9,7 (14,5)  | −14,0 (6,8)    |
| Количина падавина, mm (in)  | 64,7 (25,47) | 47,3 (18,62) | 40,4 (15,91) | 65,1 (25,63) | 58,5 (23,03) | 40,9 (16,1)  | 28,2 (11,1)  | 53,3 (20,98) | 96,4 (37,95) | 119,2 (46,93) | 83,1 (32,72) | 65,8 (25,91) | 762,9 (300,35) |
| [ тражи се извор ]          |              |              |              |              |              |              |              |              |              |               |              |              |                |

## Демографија
| 1962.  | 1968.   | 1975.   | 1982.   | 1990.   | 1999.   | 2006.   | 2011.   |
| ------ | ------- | ------- | ------- | ------- | ------- | ------- | ------- |
| 99.802 | 123.292 | 127.933 | 124.220 | 128.471 | 133.424 | 144.092 | 144.940 |

## Партнерски градови
- Брауншвајг
- Франкфурт на Одри
- Праг
- Престон
- Верона
- Саламанка
- Ришон Лецион
- Мекнес
- Фрезно
- Пласенсија
- Кордоба